# Yanet Fermín
Yanet Fermín es una política venezolana, actualmente diputada suplente a la Asamblea Nacional de Venezuela por la coalición opositora de la Mesa de la Unidad Democrática por el estado Nueva Esparta.

## Allanamiento
El 13 de diciembre de 2019, denunció que ocho funcionarios de la Dirección General de Contrainteligencia Militar (DGCIM) se apersonaron en su casa, en el municipio El Hatillo de Caracas, e intentaron arrestarla sin un motivo claro. Fermín denunció que los funcionarios afirmaron tener una citación a su nombre pero que se rehusaron a mostrársela. Según la periodista Bárbara Uzcátegui, las fuerzas se seguridad entrar a la fuerza a la residencia. Horas después, Juan Guaidó y otros diputados de la Asamblea Nacional se presentaron en su hogar, y junto con vecinos de la diputado se enfrentaron a las fuerzas se seguridad y evitaron su detención. Guaidó denunció que los funcionarios no poseían documentos o identificación formales.